# 시노스톤
《시노스톤》(영어: Synostone)은 스튜디오 더블유바바에서 만든 애니메이션으로, 《마스크 마스터즈》의 후속작이다.
KBS 1TV에서 2019년 5월 2일부터 10월 31일까지 매주 목요일 오후 2시 20분에 방영했다가 11월 6일부터 11월 13일까지 매주 수요일 오후 2시 10분, 매주 목요일 오후 2시 40분에 방영했다. 2부인 《시노스톤 프라임》(영어: Synostone Prime)은 2020년 1월 23일부터 3월 12일까지는 KBS 2TV에서 매주 수~목요일 오후 5시에 방영했고, 3월 18일부터 6월 3일까지 매주 수요일 오후 5시에 방영했다.

## 방송 일시
| 방송 채널 | 방송일                      | 방송 시간                         |
| --------- | --------------------------- | --------------------------------- |
| KBS 1TV   | 2019년 5월 2일 ~ 9월 12일   | 목요일 오후 2시 20분 ~ 2시 50분   |
| KBS 1TV   | 2019년 9월 19일 ~ 11월 14일 | 목요일 오후 2시 40분 ~ 3시 10분   |
| KBS 1TV   | 2019년 11월 6일 ~ 11월 13일 | 수요일 오후 2시 10분 ~ 2시 40분   |
| KBS 2TV   | 2020년 1월 23일 ~ 3월 12일  | 수요일 목요일 오후 5시 ~ 5시 30분 |
| KBS 2TV   | 2020년 3월 18일 ~ 6월 3일   | 수요일 오후 5시 ~ 5시 30분        |

## 개요
꿈을 가진 아이들이 세상의 지혜를 깨우치며 진정한 영웅으로 거듭나는 성장 드라마!
정령과 하나가 되어 세상을 수호하는 마스크 마스터가 존재하는 세상!
백호 마스터인 봉은 친구들과 함께 ‘시노스톤’의 힘으로 학교를 침략하는 어둠의 세력을 물리친다.
승리를 축하하며 희생된 이들을 기리던 봉 일행 앞에 갑자기 큰 함선과 새로운 전학생이 나타난다.
함선의 이름은 ‘마스터즈 쉽’, 그리고 전학생은 다름 아닌 놀랍도록 성장한 봉의 여동생 키로!
키로를 따라 마스터즈 쉽을 타고 ‘사성 시티’라는 새로운 도시에 도착하는 봉과 친구들.
고도로 발달한 사성 시티에 마련된 마스터들의 새로운 집은 어느 낡은 폐교였다.
그 폐교에 숨겨진 최첨단 비밀기지! 그리고 야묘를 닮은 고양이 마스터 샤샤의 등장!
그리고 바닷속 깊은 곳에선 또 다른 공룡 테이커 일당이 음모를 꾸민다!
봉과 친구들은 비밀기지에서 생활하며 세계 어딘가에서 사건이 터지면 출동한다!
곳곳에서 터지는 테이커들의 사건! 이에 맞서는 마스터들과 시노스톤의 새로운 힘!
임무를 수행하며 세상의 지혜를 깨우치고 지켜나가는 새로운 모험이 시작된다!
꿈을 가진 아이들이 우정, 노력을 통하여 진정한 영웅으로 거듭나는 이야기!

세상의 수호자, 마스크 마스터즈의 두 번째 모험!
정령과 하나가 되어 세상을 수호하는 자, ‘마스크 마스터즈’가 존재하는 세상!
그중 백호 마스터이자 명랑한 소년 ‘봉’은 친구들과 함께 ‘무스펠’이 이끄는 어둠의 세력을 물리쳤다.
그리고 1년 후, 봉과 친구들은 마스크 마스터를 가르치는 ‘마스터즈 학교’의 초대장을 받게 된다.
“뭐? 우리 말고도 또 마스터가 있었단 말이야?!”
개성 넘치는 마스크 마스터들이 모인 학교생활은 온갖 사건의 연속!
그 사이, 더 강력한 어둠의 존재인 ‘나스트론’이 이끄는 ‘테이커’ 일당이 세상을 위협한다.
이에 봉과 친구들은 새로운 힘인 로봇 ‘시노스톤’을 소환하여 맞서 싸운다!
“하늘과 하나 되어 세상을 구할 빛으로! 시노스톤!”
때로는 서로 경쟁하고, 때로는 함께 의지하며 우정을 쌓아가는 마스터들!
과연 봉과 친구들은 세상을 지켜내고 진정한 영웅이 될 수 있을까?
지금, 세상을 수호하는 마스크 마스터즈와 시노스톤의 재미 있고 가치 있는 모험이 펼쳐진다!

## 등장인물

### 주요 인물
- 봉
- 와룡
- 슈미
- 혼마

### 학교 친구들
- 아서
- 듀이
- 비앙카
- 타쿠
- 페이
- 앙드레
- 록시
- 레아
- 더그
- 팽
- 샤샤

### 학교 선생님들
- 아에다
- 진탄
- 신진저
- 선알리
- 김배트
- 허레온

### 도우미 친구들
- 하야묘
- 허구지
- 구불칸
- 칼&하파
- 한키로(봉의 여동생)
- 레오 박사
- 제다(사성시티 시장, 에다의 쌍둥이 언니)
- 마스터즈 쉽

### 테이커 일당
- 나스트론
- 에서르
- 가룸
- 발킬리에
- 랩터
- 퀼롬
- 케팔루스
- 보탄
- 프테라
- 막시무스
- 테릭스
- 피노

## 등장 시노스톤
- 백호(봉 시노스톤 → 비스트 시노스톤)
- 청룡(와룡 시노스톤 → 비스트 시노스톤)
- 주작(슈미 시노스톤 → 비스트 시노스톤)
- 현무(혼마 시노스톤 → 비스트 시노스톤)
- 사자(아서 시노스톤 → 비스트 시노스톤)
- 개구리(듀이 시노스톤 → 비스트 시노스톤)
- 흰 족제비(비앙카 시노스톤)
- 너구리(타쿠 시노스톤)
- 거미(페이 시노스톤)
- 스컹크(앙드레 시노스톤)
- 여우(록시 시노스톤)
- 두더지(더그 시노스톤)
- 판다(팽 시노스톤)
- 오랑우탄(탄 시노스톤 → 비스트 시노스톤)
- 재규어(진저 시노스톤)
- 코끼리(알리 시노스톤)
- 박쥐(배트 시노스톤)
- 카멜레온(레온 시노스톤 → 비스트 시노스톤)
- 수리부엉이(에다 시노스톤 → 비스트 시노스톤)

## 목소리 출연 1기
- 박희은: 봉, 퓨인즈
- 장민혁: 백호, 테이커들:
- 김은아: 와룡, 키로
- 홍수정: 주작, 테이커들
- 안소이: 슈미, 야모, 구지
- 오병조: 현무, 기타
- 김석환: 혼마, 청룡, 에디르
- 정성훈: 테이커들

## 제작진
- 기획: 스튜디오더블유바바
- 총감독,원작: 김진철
- 제작: 이홍주, NG Jin Chong
- 제작프로듀서: 윤유병,정일훈
- 라인프로듀서: 류도열, Catt Lim
- 시나리오: 이지영
- 번역: 한태영
- 원어민검수: Stefan Blank, Zachary Elledgr
- 번역편집: 이희춘
- 통 역: 조현영
- 스토리보드: 최지원, 김정은, 차미선

김재원, 김봉식
- 캐릭터, 배경디자인: 황유철, Wee Shwu Pei

Talissa Limawan
- 마케팅총괄: 서창범
- 마케딩: 엄효섭
- 책임모델링,맵핑: 장용환
- 모뎀링,맵핑: Sharil Sawal, Kam Chin Haw, Ng Tuck Xing

Foo CHuan Jit
- 리깅: Yew Ee Zee
- 애니메이션: 이슬기, 김치관, 김동준, 이재민, 이혜민

이상민, 박소희, 황은혜, 김민지, 한우섭 Fish Neoh
Wong Yuen Mun, Tan Boon Pinh, Chanwei Leong
Amir Ariff, Chan Sook Ling, Chua Han Chao
Soo Sein Yen, Lau Pei Fun, Joanna Soo, Derrick Woon
Kevin Beh, Zaki Seman, Cheo Yi Lei, Chai Kaai Sin
Esther Goh Xin Yie
- 영상편집: 김진철

3D Stereoscopic: 윤유병, 채민석
- 책임이펙트,합성,랜더링: 임경훈
- 렌더링: Lo Tzy Shyang, Cheok Jia Xiang

Liew Li Ping Ho Woon Theng
- 이펙트,합성: 정승원, Ng Wai Loon, Tan Yew Chuan Lee Chin Siew
- 녹음, 사운드, 음악: AnB스튜디오
- 음악감독: 고병욱
- 작곡: 박진우
- 대사: 고아영
- 사운드이펙트: 지준석, 임서진, 조혜은

- 주제곡 베스트 프랜드
- 노래: 김성욱
- 엔딩곡 다시 만나는 날
- The Rock Diamond
- 삽입곡: Direct lnjection
- 작사,작곡: 이희승

- 제작투자: Heart Some Korea 아트썸코리아(주)
- 제작지원: Kibo 기술보증기금

- 기획: KBS
- 제작: 스튜디오더블유바바, Mir nyi

## 목소리 출연
- 양정화: 봉
- 엄상현: 와룡
- 안소이: 슈미
- 한신: 혼마
- 조경이: 듀이
- 장민혁: 아서
- 김은아: 에다
- 박희은: 록시
- 전태열: 앙드레
- 시영준: 탄

## 스태프
- 책임프로듀서: 이경묵
- 프로듀서: 이순주(프라임), 목훈
- 제작총괄: 이홍주
- 감독: 김진철
- 시나리오: 이아연, 정유리, 김지현
- 제작관리: 윤유병
- 제작프로듀서: 류도열, 이대화, 김종현, 박혜원(1부)
- 제작진행: 이지영, 최예림(1부), 유문정, 최영일(프라임), 유리
- 아트디렉터: 김정훈
- 캐릭터/배경디자인: 정승준, 김세민, 김현우, 김후연
- 스토리보드: 최지원, 김현욱
- 모델링 슈퍼바이저(1부) → 모델링/맵핑 슈퍼바이저(프라임): 장용환
- 모델링/맵핑 팀장(1부) → 모델링/팀장(프라임): 자용훈(1부) → 장용훈(프라임)
- 모델링/맵핑: 장서윤, 김지나, 안지훈, 노윤경, 딜런, 엘븐, 하오, 칸룬
- 리거(1부) → 리깅(프라임): 이상현, 이지
- 애니메이션 슈퍼바이저: 이슬기
- 애니메이션 팀장: 김동준, 김치관
- 애니메이션: 김민지 (1부), 박소희, 정보영, 채수정, 최정은, 방미희, 홍준호, 정종현, 노현석, 이유리, 이루리, 오경표, 정혜원, 이다솔(1부), 김민성(1부), 문희원(프라임), 이승희(프라임), 아핑, 윈먼, 노스, 크리(1부) → 코리(프라임), 카이신, 나오키, 챠오신, 와디, 아용, 윌리, 안드로스, 카순, 알렉스 하킴, 샤린, 베어, 시은
- 협력업체: ㈜도파라 이희승, 윤효상, 이성국, 김유란, 권은진, 박지혁, 김진우, 최다솜, 한아름, 김민성(1부)
- 영상편집: 김진철
- VFX 슈퍼바이저: 임경훈
- 이펙트/합성/렌더링 슈퍼바이저: 정승원
- 이펙트/합성/렌더링 팀장: 김형철, 김대진(1부), 구요한, 이현재(프라임)
- 이펙트/합성/렌더링: 이현재(1부), 정재환, 김대훈, 이효진, 문정아, 임수빈, 채송연, 김종찬, 정주원, 이현정, 박민진, 조소희, 유찬, 티모시, 앨런, 루피, 정예진, 이민주
- 녹음: 레전드 사운드
- 녹음연출: 이영빈
- 음악: 양광섭, 조성수
- 사운드디자인: 지준석, 이지환, 위홍
- 믹싱: 지준석
- 제작지원: 광주광역시, 문화체육관광부, 광주정보문화산업진흥원
- 홈페이지: 라윤혜, 정믿음(1부) → KBS미디어 정유현(프라임)
- 종합편집: 이진욱(1부) → 김경환, 정혜원(프라임)
- 컴퓨터그래픽: 황은서
- 조연출: 차한결
- 연출: 목훈(1부) → 이순주(프라임)
- 기획: KBS
- 제작: STUDIO W.BABA
- 저작권: 스튜디오더블유바바 All rights reserved.

## 주제가
- 여는 곡: 시노스톤
  - 작사: XKA, Shoon / 작곡, 편곡: 김수진, Shoon, LEE YANGVAN, XKA
  - 노래: 아우라(Aura)
- 닫는 곡: 슈퍼스타
  - 작사: 이혜민, LEE YANGVAN / 작곡/편곡: LEE YANGVAN, XKA
  - 노래: 박소연

## 방영 목록
| 회차       | 주제                                                       | 방송 일자        |
| ---------- | ---------------------------------------------------------- | ---------------- |
| 1화        | 다시 모인 마스크 마스터즈                                  | 2019년 5월 2일   |
| 2화        | 밸런스 마스터의 시노스톤                                   | 2019년 5월 9일   |
| 3화        | 전기를 찾아라!                                             | 2019년 5월 16일  |
| 4화        | 시노스톤 대반격                                            | 2019년 5월 23일  |
| 5화        | 이상한 특별과제                                            | 2019년 6월 6일   |
| 6화        | 홍등관의 전투                                              | 2019년 6월 13일  |
| 7화        | 진정한 보물                                                | 2019년 6월 20일  |
| 8화        | 친구를 찾아라!                                             | 2019년 6월 27일  |
| 9화        | 우정의 힘                                                  | 2019년 7월 4일   |
| 10화       | 축제의 나라                                                | 2019년 7월 11일  |
| 11화       | 꼭두각시의 성                                              | 2019년 7월 18일  |
| 12화       | 여전사들의 시노스톤                                        | 2019년 7월 25일  |
| 13화       | 독가스의 비밀                                              | 2019년 8월 1일   |
| 14화       | 유지아를 찾아서                                            | 2019년 8월 8일   |
| 15화       | 3명의 밸런스 마스터                                        | 2019년 8월 15일  |
| 16화       | 사라진 선생님                                              | 2019년 8월 22일  |
| 17화       | 공포의 황금 천문대                                         | 2019년 9월 12일  |
| 18화       | 집중! 시노스톤 훈련                                        | 2019년 9월 19일  |
| 19화       | 왕자의 생일파티                                            | 2019년 10월 3일  |
| 20화       | 마음의 소리                                                | 2019년 10월 10일 |
| 21화       | 되찾은 용기                                                | 2019년 10월 17일 |
| 22화       | 피할 수 없는 결투                                          | 2019년 10월 31일 |
| 23화       | 선생님의 부탁                                              | 2019년 11월 6일  |
| 24화       | 되찾은 마음의 소리                                         | 2019년 11월 7일  |
| 25화       | 친구를 위하여!                                             | 2019년 11월 13일 |
| 26화       | 세상의 평화는 우리가 지킨다!                               | 2019년 11월 14일 |
| 27화       | 새로운 세계                                                | 2020년 1월 23일  |
| 28화       | 정중지와(井中之蛙), 더 넓은 세상을 배우자!                 | 2020년 1월 29일  |
| 29화       | 감언이설(甘言利說), 달콤한 말을 조심해!                    | 2020년 1월 30일  |
| 30화       | 소탐대실(小貪大失), 눈앞의 것만 욕심내지마!                | 2020년 2월 5일   |
| 31화       | 유비무환(有備無患), 철저히 준비해서 이겨내자!              | 2020년 2월 6일   |
| 32화       | 과유불급(過猶不及), 무엇이든 지나치면 독이 될 수 있어!     | 2020년 2월 12일  |
| 33화       | 수수방관(袖手傍觀), 친구의 잘못을 내버려 두지마!           | 2020년 2월 13일  |
| 34화       | 자아도취(自我陶醉), 성공에 취해 있으면 위험해!             | 2020년 2월 19일  |
| 35화       | 괄목상대(刮目相對), 놀랄 만큼 성장한 친구를 믿어봐!        | 2020년 2월 20일  |
| 36화       | 고진감래(苦盡甘來), 노력하면 좋은 결과가 있을 거야!        | 2020년 2월 26일  |
| 37화       | 노마지지(老馬之智), 누구나 저마다의 재주가 있어!           | 2020년 2월 27일  |
| 38화       | 적소성대(積小成大), 작은 힘을 합치면 큰 힘이 될 수 있어!   | 2020년 3월 4일   |
| 39화       | 거무구안(居無求安), 좋은 결과는 쉽게 얻는게 아니야!        | 2020년 3월 5일   |
| 40화       | 결자해지(結者解之), 내가 일으킨 문제는 내가 해결한다!      | 2020년 3월 11일  |
| 41화       | 외허내실(外虛內實), 겉으로 보이는 게 전부가 아니야!        | 2020년 3월 12일  |
| 42화       | 시시비비(是是非非), 한쪽 말만 듣고 판단하면 안 돼!         | 2020년 3월 18일  |
| 43화       | 우후지실(雨後地實), 시련을 통해 더욱 더 강해질 수 있어!    | 2020년 3월 25일  |
| 44화       | 세이공청(洗耳恭聽), 어떤 말이든 귀담아 듣자!               | 2020년 4월 1일   |
| 45화       | 거안사위(居安思危), 편안할 때 위험을 생각해!               | 2020년 4월 8일   |
| 46화       | 초부득삼(初不得三), 처음부터 잘 하는 사람은 없어!          | 2020년 4월 22일  |
| 47화       | 구동존이(求同存異), 같은 점은 함께하고 다른 점은 남겨두자! | 2020년 4월 29일  |
| 48화       | 레오박사가 이상해!                                         | 2020년 5월 6일   |
| 49화       | 블랙 시노스톤을 조심해!                                    | 2020년 5월 13일  |
| 50화       | 레오박사를 구하라!                                         | 2020년 5월 20일  |
| 51화       | 어둠의 힘에 맞서 싸워라!                                   | 2020년 5월 27일  |
| 최종화(52) | 세계의 평화는 우리가 지킨다!                               | 2020년 6월 3일   |